# Јаде (општина)
Јаде (њем. Jade) општина је у њемачкој савезној држави Доња Саксонија. Једно је од 9 општинских средишта округа Везермарш. Према процјени из 2010. у општини је живјело 5.832 становника. Посједује регионалну шифру (AGS) 3461005.

## Географски и демографски подаци
Јаде се налази у савезној држави Доња Саксонија у округу Везермарш. Општина се налази на надморској висини од 5 метара. Површина општине износи 93,6 km². У самом мјесту је, према процјени из 2010. године, живјело 5.832 становника. Просјечна густина становништва износи 62 становника/km².